# Jared Cowen
Pour les articles homonymes, voir Cowen.
Jared Cowen (né le 25 janvier 1991 à Saskatoon, en Saskatchewan, Canada) est un joueur professionnel canadien de hockey sur glace. Il évolue au poste de défenseur.

## Carrière de joueur
Joueur provenant de l'Ouest canadien, il évolue avec les Chiefs de Spokane. Avec cette équipe, il remporta le championnat de la Ligue de hockey de l'Ouest. Ce titre permit à l'équipe de participer au tournoi de la Coupe Memorial en 2008 où ils remportèrent le titre. Par la suite, il fut sélectionné en première ronde par les Sénateurs d'Ottawa lors du repêchage de la Ligue nationale de hockey de 2009. Il participe avec l'équipe LHOu au Défi Canada-Russie en 2008, 2009 et 2010.
Il joue son premier match dans la LNH le 8 avril 2010 lors du match des Sénateurs opposant au Lightning de Tampa Bay après avoir été rappelé par l'équipe à la suite de l'élimination des Chiefs. Après avoir passé la 2010-2011 avec les Chiefs, il joue les séries éliminatoires avec les Senators de Binghamton, franchise associée aux Sénateurs dans la Ligue américaine de hockey.
Il reçoit le poste de joueur régulier des Sénateurs dans la LNH lors de la saison 2011-2012, jouant l'intégralité des 82 matchs. Le 26 février 2016, il est soumis au ballotage par les Maple Leafs sans avoir joué une seule partie.

## Statistiques

### En club
| Saison     | Équipe                 | Ligue       |     | Saison régulière | Saison régulière | Saison régulière | Saison régulière | Saison régulière |   | Séries éliminatoires | Séries éliminatoires | Séries éliminatoires | Séries éliminatoires | Séries éliminatoires |
| Saison     | Équipe                 | Ligue       | PJ  | B                | A                | Pts              | Pun              | PJ               | B | A                    | Pts                  | Pun                  |                      |                      |
| 2006-2007  | Chiefs de Spokane      | LHOu        | 6   | 0                | 2                | 2                | 2                | 6                | 0 | 1                    | 1                    | 6                    |                      |                      |
| 2007-2008  | Chiefs de Spokane      | LHOu        | 68  | 4                | 14               | 18               | 62               | 21               | 1 | 3                    | 4                    | 17                   |                      |                      |
| 2007-2008  | Chiefs de Spokane      | C. Memorial | -   | -                | -                | -                | -                | 4                | 1 | 1                    | 2                    | 2                    |                      |                      |
| 2008-2009  | Chiefs de Spokane      | LHOu        | 48  | 7                | 14               | 21               | 45               | -                | - | -                    | -                    | -                    |                      |                      |
| 2009-2010  | Chiefs de Spokane      | LHOu        | 59  | 8                | 22               | 30               | 74               | 7                | 1 | 1                    | 2                    | 8                    |                      |                      |
| 2009-2010  | Sénateurs d'Ottawa     | LNH         | 1   | 0                | 0                | 0                | 2                | -                | - | -                    | -                    | -                    |                      |                      |
| 2010-2011  | Chiefs de Spokane      | LHOu        | 58  | 18               | 30               | 48               | 91               | 17               | 2 | 12                   | 14                   | 16                   |                      |                      |
| 2010-2011  | Senators de Binghamton | LAH         | -   | -                | -                | -                | -                | 10               | 0 | 4                    | 4                    | 0                    |                      |                      |
| 2011-2012  | Sénateurs d'Ottawa     | LNH         | 82  | 5                | 12               | 17               | 56               | 7                | 0 | 1                    | 1                    | 4                    |                      |                      |
| 2012-2013  | Senators de Binghamton | LAH         | 3   | 0                | 3                | 3                | 2                | -                | - | -                    | -                    | -                    |                      |                      |
| 2012-2013  | Sénateurs d'Ottawa     | LNH         | 7   | 1                | 0                | 1                | 10               | 10               | 0 | 3                    | 3                    | 21                   |                      |                      |
| 2013-2014  | Sénateurs d'Ottawa     | LNH         | 68  | 6                | 9                | 15               | 45               | -                | - | -                    | -                    | -                    |                      |                      |
| 2014-2015  | Sénateurs d'Ottawa     | LNH         | 54  | 3                | 6                | 9                | 45               | -                | - | -                    | -                    | -                    |                      |                      |
| 2015-2016  | Sénateurs d'Ottawa     | LNH         | 37  | 0                | 4                | 4                | 16               | -                | - | -                    | -                    | -                    |                      |                      |
| Totaux LNH | Totaux LNH             | Totaux LNH  | 249 | 15               | 31               | 46               | 174              | 17               | 0 | 4                    | 4                    | 25                   |                      |                      |

### En équipe nationale
| Année | Équipe | Compétition                 |   | PJ | B | A | Pts | Pun | +/-               |  | Résultat |
| 2008  | Canada | Mémorial Ivan Hlinka        | 6 | 0  | 7 | 7 | 4   |     | Médaille d'or     |  |          |
| 2010  | Canada | Championnat du monde junior | 6 | 0  | 1 | 1 | 2   | +4  | Médaille d'argent |  |          |
| 2011  | Canada | Championnat du monde junior | 7 | 1  | 0 | 1 | 0   | +4  | Médaille d'argent |  |          |

## Trophées et honneurs personnels
- Ligue de hockey de l'Ouest
  - 2007-2008 : remporte la Coupe Ed Chynoweth avec les Chiefs de Spokane
- Coupe Memorial
  - 2008 : remporte la Coupe Memorial avec les Chiefs de Spokane
- Ligue américaine de hockey 
  - Il remporte la Coupe Calder avec les Senators de Binghamton en 2010-2011.